# Pacyfistka (film)
Pacyfistka (wł. La pacifista, alternatywny tytuł: Smetti di piovere) – włosko-francusko-niemiecki film dramatyczny z 1970 roku zrealizowany przez węgierskiego reżysera Miklósa Jancsó we Włoszech z włoską ekipą, w tym Carlo Di Palmą –  kamerzystą Michelangelo Antonioniego i jego ulubioną aktorką Moniką Vitti, co odbierano jako symboliczny hołd młodszego twórcy dla mistrza Antonioniego.
Film powstał we współpracy mediolańskiej wytwórni filmowej Cinematografica Lombarda z francuską Organisation Cinématographique Française (O.C.F.) z Paryża i zachodnioniemiecką Neue Emelka z Monachium. Międzynarodowy charakter miała także obsada – poza włoskimi aktorami zagrało kilkoro Francuzów, m.in. Pierre Clémenti i Daniel Pommereulle, w jednej z ważniejszych ról Peter Pasetti z Niemiec Zachodnich, a w epizodach wystąpili Polak Daniel Olbrychski oraz Węgier József Madaras, obaj niewymienieni w czołówce.

## Fabuła
W mieście ogarniętym politycznymi rozruchami dziennikarka Barbara zostaje zaatakowana przez demonstrantów. Policjanci okazują jej do identyfikacji jednego z domniemanych napastników. Barbara zaprzecza, jakoby brał udział w napaści, natomiast nawiązuje z nim znajomość. Okazuje się członkiem podziemnej grupy neofaszystowskiej. Jest poszukiwany przez kolegów z organizacji, którzy chcą go zabić, ponieważ sam nie zgodził się dokonać zabójstwa przeciwnika politycznego. Barbara nie jest w stanie mu pomóc ani nawet uzyskać pomocy ze strony policji.

## Obsada
- Monica Vitti jako Barbara
- Pierre Clémenti jako Michele
- Peter Pasetti jako komisarz
- Gino Lavagetto jako Carlo
- Piero Faggioni jako Piero
- Francesco Carnelutti
- Ottavio Fanfani
- Cristiano Minellono
- Daniel Pommereulle
- Sergio Tramonti
- Daniel Olbrychski jako Siergiej Abramow
- József Madaras jako mężczyzna w czarnych okularach